# Jet lag
Jet lag hay chứng mất đồng bộ là một tình trạng sinh lý tạm thời xảy ra khi nhịp sinh học của cơ thể không đồng bộ với múi giờ của địa điểm mà người đó đang ở và là kết quả điển hình của việc di chuyển quãng đường dài nhanh chóng qua nhiều múi giờ (đông-tây hoặc xuyên kinh tuyến Tây-Đông). Ví dụ: một người bay từ Thành phố New York đến London, tức là từ tây sang đông, cảm thấy như thể thời gian sớm hơn năm giờ so với giờ địa phương và một người di chuyển từ London đến New York, tức là từ đông sang tây, có cảm giác như thời gian “muộn hơn” năm giờ so với giờ địa phương. 
Sự dịch pha khi di chuyển từ đông sang tây được gọi là độ trễ pha của vòng tròn sinh học, trong khi đi từ tây sang đông là sự lệch pha của vòng tròn sinh học. Hầu hết du khách thấy rằng việc điều chỉnh múi giờ khó hơn khi đi du lịch về phía đông.
Việc này xảy ra khi một người di chuyển quá nhanh qua nhiều múi giờ khác nhau, khiến cho đồng hồ sinh học của cơ thể không thể bắt kịp theo chu kỳ thực tế. 
Trước đây jet lag đây được phân loại là một trong rối loạn giấc ngủ nhịp sinh học.
Tình trạng bị chứng mệt mỏi do lệch múi giờ có thể kéo dài vài ngày trước khi du khách hoàn toàn thích nghi với múi giờ mới; và trung bình phải mất một ngày cho mỗi múi giờ để đạt được khả năng thích ứng sinh học. Jet lag đặc biệt là một vấn đề đối với phi công, phi hành đoàn và những người thường xuyên đi di di chuyển. Các hãng hàng không có các quy định nhằm chống lại sự mệt mỏi của phi công do bị lệch múi giờ.
Người bị hội chứng jet lag bao gồm các triệu chứng sau:
- Rối loạn giấc ngủ, mất ngủ, thờ ơ hay mệt mỏi (thường vào ban ngày).
- Khó chịu, nhầm lẫn, khó tập trung.
- Ăn mất ngon.
- Các rối loạn về tiêu hóa chẳng hạn như táo bón hoặc tiêu chảy.
- Trầm cảm nhẹ.

Triệu chứng có thể khác nhau giữa mỗi người, có thể biểu hiện một hoặc nhiều triệu chứng. Thông thường, các triệu chứng của jet lag xảy ra trong 1-2 ngày đầu sau chuyến đi, khi khoảng cách di chuyển thay đổi ít nhất 2 múi giờ.